# Power Rangers (film)
Power Rangers (sau  Saban's Power Rangers) este un film cu supereroi american din 2017, bazat pe franciza cu același nume. A fost regizat de Dean Israelite dintr-un scenariu de John Gatins și o poveste concepută de echipele de scriitori din Matt Sazama și Burk Sharpless și Michele și Kieran Mulroney. Este a treia ediție din seria de filme „Power Rangers” și este o Reboot care adaptează vag „Day of the Dumpster”, episodul pilot din Mighty Morphin: Power Rangers. Filmul prezintă personajele principale ale serialului de televiziune cu o distribuție nouă, cu Dacre Montgomery, Naomi Scott, RJ Cyler, Becky G, Ludi Lin, Bill Hader, Bryan Cranston și Elizabeth Banks. Filmul urmărește un grup de adolescenți care dobândesc puteri noi și trebuie să le folosească pentru a proteja Pământul de o amenințare străveche trezită. Creatorul francizei Haim Saban a revenit pentru a produce filmul sub firma sa de investiții Saban Capital Group.